# Sippie Wallace
Beulah Thomas, más conocida como Sippie Wallace (Houston, Texas, 1 de noviembre de 1898 - Detroit, Míchigan, 1 de noviembre de 1986) fue una cantante, pianista y compositora de blues, representativa de las cantantes de blues clásico, junto con Ma Rainey, Mamie Smith o Ida Cox. Procedía del vodevil y grabó desde los años 1920 un buen número de Lps, en sellos como Storyville, Okeh o Atlantic. Trabajó con Louis Armstrong, Johnny Dodds, Sidney Bechet y King Oliver, entre otros.
Permaneció en activo hasta su fallecimiento, actuando en todo el mundo y colaborando, durante las últimas décadas de su vida, con la guitarrista y también cantante de rock, Bonnie Raitt, grabando para el sello Alligator.